# Marco Tulio
Marco "Tula" Tulio (født 28. februar 1981) er en tidligere brasiliansk fodboldspiller.